# Râul Urlieșu, Sebeș
- Pentru râul omolog, din sub-bazinul râului Olteț, vedeți Râul Urlieșu, Olteț,

Râul Urlieșu (Sebeș) este un curs de apă, afluent al râului Sebeș. 

## Generalități
Râul Urlieșu, Sebeș, are un singur afluent, și acela de stânga, Pârâul dintre Stâne. Nu are afluenți semnificativi de dreapta și nu trece prin nicio localitate.

## Hărți
- Harta Județul Sibiu
- Harta Munții Lotrului  Arhivat în 6 mai 2008, la Wayback Machine.
- Harta Munții Cibin  Arhivat în 30 martie 2010, la Wayback Machine.
- Harta Munții Cindrelului [nefuncțională – arhivă]